# 瑟德港市镇
瑟德港市镇（瑞典語：Söderhamns kommun）是瑞典中东部耶夫勒堡省的一个市镇。其治所位于瑟德港。